# Camille Mandrillon
Camille Mandrillon (Les Rousses, 6 settembre 1891 – La Tronche, 22 marzo 1969) è stato un fondista e sciatore di pattuglia militare francese.

## Carriera
Vinse la medaglia di bronzo nella Pattuglia militare ai primi Giochi Olimpici, a Chamonix-Mont-Blanc nel 1924.

## Palmarès

### Pattuglia militare

#### Olimpiadi
- 1 medaglia:
  - 1 bronzo (pattuglia militare a Chamonix-Mont-Blanc 1924)